# Piero Rattalino
Piero Rattalino (Fossano, 18 marzo 1931 – Imola, 6 aprile 2023) è stato un pianista, musicologo e critico musicale italiano.

## Biografia
Si diplomò da privatista in pianoforte al conservatorio di Parma nel 1949 sotto la guida di Guglielmo Antoniotti, allievo di Carlo Vidusso e, nello stesso conservatorio, in composizione nel 1953 sotto la guida di Luigi Perrachio. Insegnò pianoforte nei licei musicali e nei conservatori di Cagliari (1953), Trieste (1955-62), Parma (1963-64). Dal 1964 al 1996 fu titolare della cattedra di pianoforte principale al conservatorio di Milano. Dal 1987 fu professore di pianoforte all'accademia "Incontri col Maestro" di Imola e dal 1993 dell'accademia di Portogruaro. Per alcuni anni impartì un corso di drammaturgia musicale all'Università di Trieste. Tenne inoltre corsi e masterclass di pianoforte alla Hamamatsu International Piano Academy.
Tra gli allievi, Simone Pedroni Davide Franceschetti Stefania Passamonte Maurizio Baglini  Alessandro Taverna e  Ramin Barhami. 
Dal 1967 al 1970 fu direttore artistico dell'Istituzione Universitaria dei Concerti (IUC) di Roma, del Teatro Comunale di Bologna (1971-77), del Carlo Felice di Genova (1978-80), del Regio di Torino (1981-91), del Massimo "Bellini" di Catania (1994-2006). Dal 1988 al 1990 fu consulente artistico del Festival Verdi di Parma e dal 1981 del Festival Internazionale Pianistico "Arturo Benedetti Michelangeli" di Brescia e Bergamo.
Fu membro delle commissioni giudicatrici dei concorsi pianistici di Bolzano, Salisburgo, Vercelli, Milano, Fort Worth, Hamamatsu e altri.
Fu il direttore della rivista "Symphonia" edita dalla casa discografica Ermitage.
Era Presidente Onorario dell'Accademia Musicale Praeneste.
Autorevole studioso del pianoforte, pubblicò numerosi libri sull'argomento, sia dal punto di vista della letteratura pianistica sia dal punto di vista della storia dell'interpretazione, incluse svariate monografie su importanti pianisti del passato; scrisse su diverse riviste di carattere musicale, a cominciare da Piano Time. Collaborò con la rivista «Musica». Curò  voci per il New Grove Music Dictionary e per il Dizionario Enciclopedico Universale della Musica e dei Musicisti (DEUMM). 
Rattalino è morto ultranovantenne nel 2023 a Imola, città dove si recava periodicamente per tenere seminari e masterclass all'Accademia «Incontri col maestro».

## Vita privata
Fu sposato con la pianista coreana Ilia Kim.

## Opere
- Le sonate per pianoforte di Beethoven: guida all'ascolto, 1970 ISBN 88-7663-165-8
- Gli strumenti musicali, Ricordi, 1973 ISBN 88-7592-207-1
- Il pianoforte nella musica contemporanea: saggi, documenti, testimonianze (a cura di, con Anna Maria Morazzoni), 1980
- Gli elementi fondamentali del linguaggio musicale (con CD)
- Chopin (con Eduardo Rescigno), Fabbri, 1982
- Il principe degli strumenti: il pianoforte alla ribalta, Arnoldo Mondadori Editore, 1982
- Estro e fantasia: meditazioni al pianoforte, Mondadori, 1982
- L'ente lirico va in trasferta: scritti di un direttore artistico, 1983
- Da Clementi a Pollini: duecento anni con i grandi pianisti, 1984 ISBN 88-09-20076-4 ISBN 88-09-01321-2
- La sonata romantica e altri saggi sulla letteratura del pianoforte, Il Saggiatore, 1985
- L'ultima stazione di Brahms, Ancona, Soc. Amici della musica Guido Michelli, 1986
- Storia del pianoforte: lo strumento, la musica, gli interpreti, 1988 ISBN 88-04-21645-X
- Il concerto per pianoforte e orchestra: da Haydn a Gershwin, 1988 ISBN 88-09-20117-5
- Pianisti e fortisti: viaggio pellegrino tra gli interpreti alla tastiera da... Bunin a Plante, Giunti, 1990 ISBN 88-09-20175-2
- Fryederyk Chopin: ritratto d'autore, EDT, 1991 ISBN 88-7063-120-6
- Le grandi scuole pianistiche, Ricordi 1992 ISBN 88-7592-114-8
- Piano recital: l'evoluzione del gusto musicale attraverso la storia del programma da concerto, 1992 ISBN 88-85228-21-6
- Liszt o il giardino d'Armida, EDT, 1993 ISBN 88-7063-179-6
- Grand piano: Arrau, Backhaus, Barenboim, Giles, Richter, Tureck e altri memorabili ritratti di pianisti, 1996
- La critica di Schumann, Bologna, Hermitage, 1996
- Il linguaggio della musica (con CD), Garzanti 1997 ISBN 88-11-59892-3
- Forme e generi della musica: una guida per i non esperti (con CD), 2001 ISBN 88-11-59857-5
- Memoriale di Pura Siccome: la storia di Violetta la traviata raccontata dalla sorella nubile di Alfredo, Zecchini, 2000 ISBN 88-87203-05-9
- Schumann. Robert & Clara, Zecchini, 2002 ISBN 88-87203-14-8
- Prokofiev. La vita, la poetica, lo stile, Zecchini, 2003 ISBN 88-87203-22-9
- Vita di Wolfgango Amadeo Mozart scritta da lui medesimo, Il Saggiatore, 2005 ISBN 88-428-1244-7
- La vera storia di «Amadeus» e altri racconti, Zecchini, 2005 ISBN 88-87203-30-X
- Wilhelm Backhaus. Il pastore, coll. Grandi Pianisti 1, Zecchini Editore, 2005 ISBN 88-87203-34-2
- Wladimir Horowitz. Il mattatore, coll. Grandi Pianisti 2, Zecchini Editore, 2005 ISBN 88-87203-33-4
- Sviatoslav Richter. Il visionario, coll. Grandi Pianisti 3, Zecchini Editore, 2005 ISBN 88-87203-35-0
- Arturo Benedetti Michelangeli. L'asceta, coll. Grandi Pianisti 4, Zecchini Editore, 2006 ISBN 88-87203-41-5
- Glenn Gould. Il bagatto, coll. Grandi Pianisti 5, Zecchini Editore, 2006 ISBN 88-87203-42-3
- Sergej Rachmaninov. Il tataro, coll. Grandi Pianisti 6, Zecchini Editore, 2006 ISBN 88-87203-43-1
- Ignaz Jan Paderewski. Il patriota, coll. Grandi Pianisti 7, Zecchini Editore, 2006 ISBN 88-87203-46-6
- Claudio Arrau. Il filosofo, coll. Grandi Pianisti 8, Zecchini Editore, 2006 ISBN 88-87203-49-0
- Artur Rubinstein. Lo sciupafemmine, coll. Grandi Pianisti 9, Zecchini Editore, 2006 ISBN 88-87203-47-4
- Josef Hofmann. La sfinge, coll. Grandi Pianisti 10, Zecchini Editore, 2007 ISBN 978-88-87203-53-0
- Ferruccio Busoni. Il mercuriale, coll. Grandi Pianisti 11, Zecchini Editore, 2007 ISBN 978-88-87203-52-3
- Friedrich Gulda. Lo scandalistico, coll. Grandi Pianisti 12, Zecchini Editore, 2007 ISBN 978-88-87203-54-7
- Manuale tecnico del pianista concertista, Zecchini, 2007 ISBN 978-88-87203-60-8
- L'interpretazione pianistica. Teoria, storia, preistoria, Zecchini, 2008 ISBN 978-88-87203-65-3
- Chopin racconta Chopin, Laterza 2009 ISBN 978-88-420-9158-5
- Alfred Cortot. Il sosia, coll. Grandi Pianisti 13, Zecchini Editore, 2010 ISBN 978-88-87203-96-7
- Alfred Brendel. La tartaruga, coll. Grandi Pianisti 14, Zecchini Editore, 2010 ISBN 978-88-87203-97-4
- Guida alla musica pianistica, coll. Le Guide Zecchini 4, Zecchini Editore, 2012 ISBN 978-88-6540-015-9
- Šostakovič. Continuità nella musica, responsabilità nella tirannide, coll. Novecento 3, Zecchini Editore, febbraio 2013 ISBN 978-88-6540-024-1
- Artur Schnabel. L'inventore, coll. Grandi Pianisti 15, Zecchini Editore, 2014, ISBN 978-88-6540-038-8
- Walter Gieseking. L'entomologo, coll. Grandi Pianisti 16, Zecchini Editore, 2014, ISBN 978-88-6540-037-1
- Celeste e infernale. Beethoven e la musica del congresso di Vienna, Laterza Editore, 2015 ISBN 978-88-581-1733-0
- Liszt pianista. Tecnica e ideologia, Zecchini Editore, 2016 ISBN 978-88-6540-155-2
- Specchio del tempo. La variazione per pianoforte, ETS Editore, 2016, ISBN 978-88-467-4288-9
- L'interpretazione pianistica nel postmoderno, Rugginenti Editore, 2017, ISBN 978-88-76652-44-8
- Il Galempio. Ovvero fauna e flora del teatro lirico, Zecchini Editore, 2018, ISBN 978-88-6540-204-7
- Recitar Suonando. La didattica pianistica del Duemila, Zecchini Editore, 2019, ISBN 978-88-6540-213-9
- La tecnica di Chopin, Zecchini Editore, 2020, ISBN 978-88-6540-284-9
- La testa, il cuore, la pancia e altri saggi sulla musica, Zecchini Editore, 2021, ISBN 978-88-6540-299-3
- Chopin: i valori traditi e riconquistati con altri nuovi saggi di musisociologia, prefazione di Domenico De Masi, Zecchini Editore, 2022, ISBN 978-88-6540-392-1
- La testa del serpente ossia Manualetto del pianista per passione, prefazione di Luca Chiantore, Zecchini Editore, 2023, ISBN 978-88-6540-406-5